# Исчисление кортежей
Исчисление кортежей — направление реляционного исчисления, где областями определения переменных являются тела отношений базы данных, то есть допустимым значением каждой переменной является кортеж тела некоторого отношения.

## Операторы исчисления кортежей (в синтаксисе языка QUEL)

### Определение кортежной переменной
```
RANGE ИмяПеременной IS ИмяОтношения
```

Ссылка на значение атрибута аналогична ссылке на значение поля структурной переменной в Си:  
```
ИмяПеременной. ИмяАтрибута
```

### Правильно построенные формулы
Правильно построенная формула (Well-Formed Formula, WFF) служит для выражения условий, накладываемых на кортежные переменные.

#### Простые условия
Простые условия представляют собой операции сравнения скалярных значений.
Примеры:
```
ИмяПеременной. ИмяАтрибута = СкалярноеЗначение
ИмяПеременнойА.ИмяАтрибутаБ = ИмяПеременнойВ.ИмяАтрибутаГ
ИмяПеременной. ИмяАтрибута <> СкалярноеЗначение
ИмяПеременнойА.ИмяАтрибутаБ < ИмяПеременнойВ.ИмяАтрибутаГ
```

#### Сложные условия
Сложные условия строятся с помощью логических связок NOT, AND, OR и IF … THEN с учётом обычных приоритетов операций (NOT > AND > OR) и возможности расстановки скобок. Так, если Формула — правильно построенная формула, а Условие — простое сравнение, то
```
NOT Формула
Условие AND Формула
Условие OR Формула
IF Условие THEN Формула
```

являются правильно построенными формулами.